# Castello di Barisciano
El Castello di Barisciano (Italiano para Castillo de Barisciano)  es un castillo de la Edad Media en Barisciano, Provincia de L'Aquila (Abruzzo), en Italia.

## Historia
Colocado a 1500 m en la montaña Selva para proteger el pueblo de Barisciano, el castillo fue construido alrededor del siglo VIII en una posición estratégica en la altiplanicie de Navelli y cerca del Gran Sasso d'Italia,  esté construido como recintos amurallado en el siglo XIII para acomodar a la población en caso de peligro.
El castillo participó en la fundación de la ciudad de L'Aquila y fue atacado y destruido por Braccio da Montone el 23 de abril de 1424 durante el asedio de la ciudad. Estuvo incluido en la ciudad hasta 1529. Alrededor del siglo XVI perdió su función defensiva y fue abandonado.
En memoria de la epidemia ocurrida en 1526, fue construida la iglesia de San Roque cercana a uno de las torres del castillo, que alberga una estatua de madera del santo y algunos frescos.

## Arquitectura
El recinto del castillo tiene una forma rectangular con un perímetro de acerca de un kilómetro. La torre pentagonal principal estuvo colocada en el ápice superior y otras torres estuvieron colocadas a lo largo de la cortina, para un total de ocho torres.
Dentro de la cortina hay restos de otros edificios, aunque, como el castillo, no estaban habitadas de forma permanente.